# Devario apogon
Devario apogon är en fiskart som först beskrevs av Chu, 1981.  Devario apogon ingår i släktet Devario och familjen karpfiskar. Inga underarter finns listade i Catalogue of Life.